# Леман, Лотта
Ло́тта Ле́ман, также часто передаётся как Ло́тте Ле́ман (нем. Lotte Lehmann, полное имя Charlotte Sophie Pauline Lehmann; 27 февраля 1888, Перлеберг — 26 августа 1976, Санта-Барбара) — немецкая и американская певица (сопрано). Одна из ярчайших оперных и песенных исполнительниц своего времени.

## Биография

### Начало карьеры
Родилась в небольшом городе на севере Германии в семье чиновника. В 1902 году семья переехала в Берлин. Лотта Леман обучалась пению у разных преподавательниц (с наибольшим успехом — у Матильды Маллингер, которая исполняла партию Евы на премьере «Нюрнбергских мейстерзингеров» Вагнера).
В 1910 году молодая певица заключила контракт с Гамбургским городским театром. Первоначально ей доверяли только небольшие роли, но потом она с успехом спела Эльзу в «Лоэнгрине» Вагнера, что привело к росту популярности Леман. В 1914 году она осуществила свои первые записи. На спектакле, где она исполняла партию Эвридики (опера «Орфей и Эвридика» Глюка), присутствовал Энрико Карузо, который признал её талант.

### Расцвет карьеры
В 1916 году Лотта Леман была приглашена в Венскую оперу, и до 1937 года её карьера оставалась неразрывно связанной с этим театром. Она быстро завоевала признание и любовь публики.
Большое место в биографии певицы занимает исполнение ведущих партий в операх Рихарда Штрауса. На премьере второй редакции «Ариадны на Наксосе» она исполняла роль Композитора (Вена, 1916), на премьере «Женщины без тени» — Жены Красильщика (Вена, 1919), на премьере «Интермеццо» — Кристины (Дрезден, 1924). В 1933 году она пела партию Арабеллы на венской премьере одноименной оперы. Но её визитной карточкой стала роль Маршальши в «Кавалере розы».
Не меньший успех имела Леман в вагнеровских партиях — Эльзы в «Лоэнгрине», Елизаветы в «Тангейзере», Евы в «Мейстерзингерах» и особенно Зиглинды в «Валькирии».
Лотта Леман была одной из немногих немецких певиц своего времени (наряду с Элизабет Ретберг и Метой Зейнемейер), которые были убедительны и в итальянском репертуаре. Джакомо Пуччини (она выступала почти во всех его операх, включая «Турандот») был в восторге от её исполнительского таланта.
Пела по приглашению Тосканини в его первом радиоконцерте (1934).
Гастролировала в Буэнос-Айресе, Лондоне, Париже и т. д., участвовала в Зальцбургском фестивале (так, в 1935 году она исполнила там одну из своих коронных партий — партию Леоноры в «Фиделио» Бетховена под управлением Артуро Тосканини).

### Эмиграция
В 1937 году произошёл конфликт Леман с Германом Герингом, после чего она решила эмигрировать в США, где уже неоднократно гастролировала (так, в 1934 году она дебютировала в Метрополитен-Опера в партии Зиглинды). Благодаря её концертам (где ей часто аккомпанировал Бруно Вальтер, с которым её связывала искренняя дружба) американская публика смогла лучше познакомиться с жанром немецкой песни (Lied).
В 1945 году певица оставила оперную сцену (последнее выступление в роли Маршальши), а 16 февраля 1951 года дала прощальный концерт в Нью-Йорке.
Преподавала в Музыкальной академии в Санта-Барбаре. Занималась оперной режиссурой (в сезоне 1962—1963 годов поставила в Метрополитен «Кавалера розы»).
Похоронена в Вене на Центральном кладбище.

## Личность
Теплота голоса и задушевность пения Лотты Леман делали её незаменимой исполнительницей лирических и лирико-драматических ролей. Она владела большим репертуаром, но осознавала границы своих возможностей. Так, она отказалась петь партию Изольды (несмотря на уговоры и на то, что это было её мечтой) и записала лишь сцену смерти Изольды. Исполнение ею песен отличалось большой естественностью, полной гармонией музыки и слова.
Она не страдала «звёздной болезнью», музыкальность и сердечность исполнения всегда были для неё важнее возможности покрасоваться.
Лотта Леман была автором нескольких автобиографических и учебных книг. Будучи очень разносторонним человеком, она писала стихотворения и прозу, была неплохой художницей.